# Biografielijst Vi

## Via
- Zoë Vialet (1983), Nederlands fotomodel en studente
- Gianluca Vialli (1964-2023), Italiaans voetballer
- Diogo Viana (1990), Portugees voetballer
- Adelheid van Vianden (-1376), regentes van Nassau-Siegen
- Gerard Vianen (1944-2014), Nederlands wielrenner

## Vib
- Ronan Vibert (1964), Brits acteur

## Vic
- Jimmy Vicaut (1992), Frans atleet

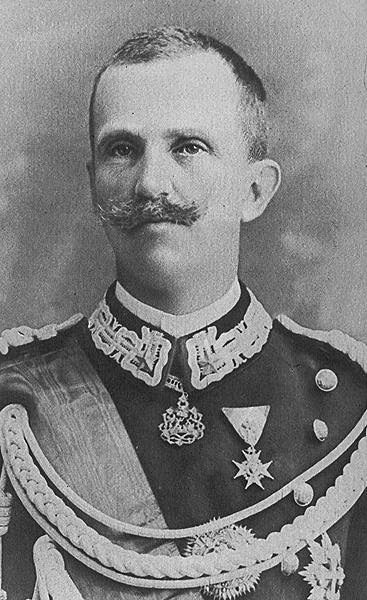
Victor Emanuel III

- Maura Viceconte (1967), Italiaans atlete
- Fernando Vicente (1968), Spaans tennisser
- Gil Vicente (1465-1537), Portugees schrijver
- Sid Vicious (1957-1979), Brits musicus
- Jon Vickers (1926-2015), Canadees tenor
- Ryan Vickers (1999), Brits motorcoureur
- Víctor (1974), Spaans voetballer en voetbaltrainer
- Aurelius Victor (ca. 320-390), Romeins geschiedschrijver
- Ivan Victor (1951), Belgisch syndicalist, vakbondsbestuurder en politicus
- Idara Victor (?), Amerikaans actrice
- James Victor (1939-2016), Dominicaans acteur
- James C. Victor (?), Amerikaans acteur
- René Victor (1897-1984), Belgisch advocaat, rechtsgeleerde en politicus
- Renée Victor (1938-2025), Amerikaans actrice en choreografe
- Victor Emanuel III (1869-1947), koning van Italië (1900-1946), keizer van Ethiopië (1936-1943) en koning van Albanië (1939-1943)
- Guadalupe Victoria (1786-1843), president van Mexico (1824-1829)
- Claude Victor-Perrin (1764-1841), Frans politicus en maarschalk

## Vid

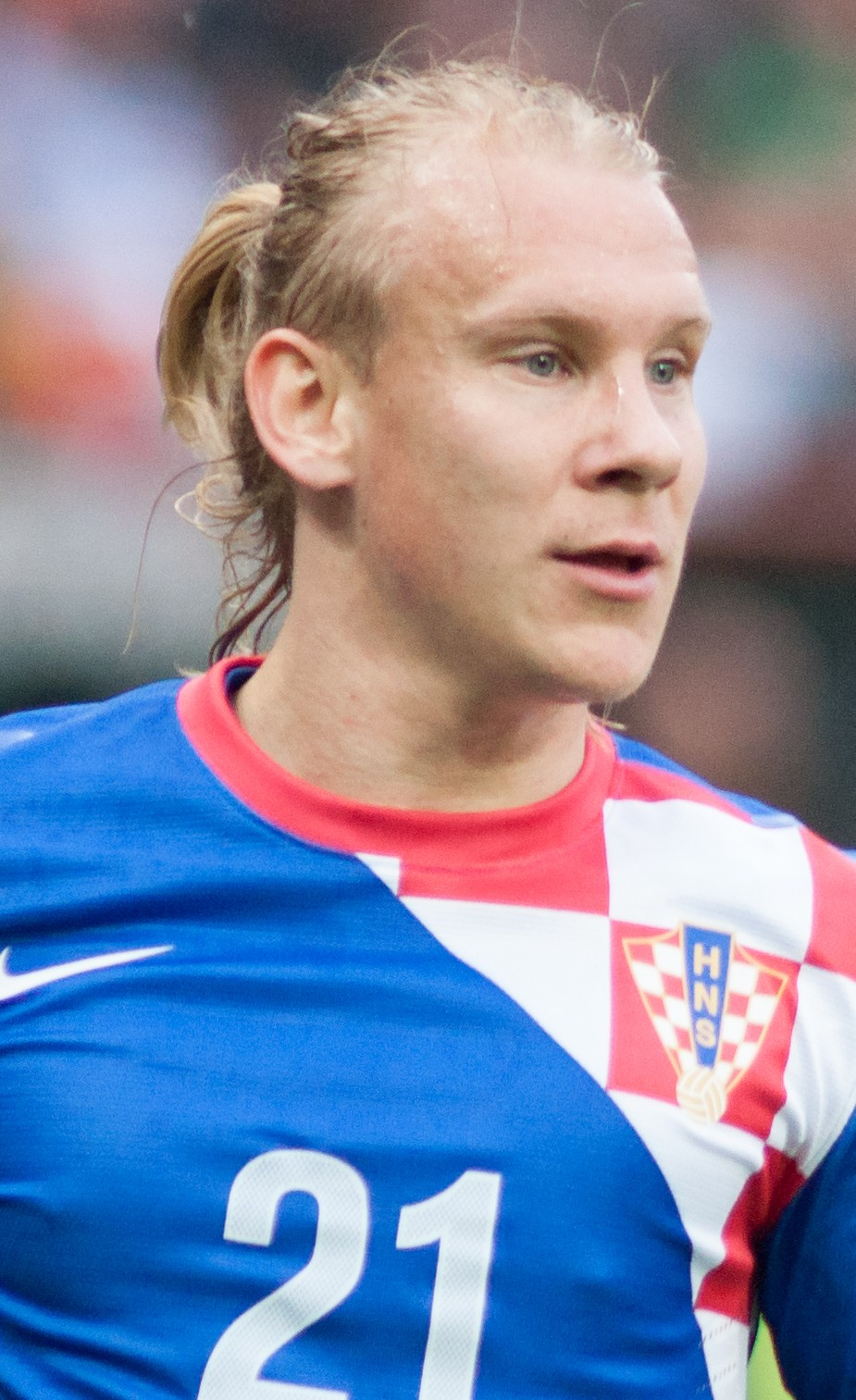
Domagoj Vida

- Domagoj Vida (1989), Kroatisch voetballer
- Jullian Dulce Vida (1966), Amerikaans acteur, filmregisseur, filmproducent, scenarioschrijver en filmeditor
- Christina Vidal (1981), Amerikaans actrice
- Laurent Vidal (1984-2015), Frans triatleet
- Nacho Vidal (1973), Spaans pornoacteur
- David Vidales (2002), Spaans autocoureur
- Pierre Vidal-Naquet (1930-2006), Joods-Frans geschiedkundige
- Bjarni Viðarsson (1988), IJslands voetballer
- Jorge Videla (1925), Argentijns generaal en president-dictator
- Jean-Claude Vidilles (1928), Frans autocoureur
- Josip Vidmar (1895-1992), Sloveens politicus en verzetsstrijder
- Milan Vidmar (1885-1962), Sloveens schaker en ingenieur
- Dario Vidošić (1987), Australisch-Kroatisch voetballer
- Julien Vidot (1982), Frans autocoureur
- Mark Viduka (1975), Australisch-Kroatisch voetballer

## Vie
- Sébastien Vieilledent (1976), Frans roeier
- Louis Jean Pierre Vieillot (1748-1831), Frans ornitholoog
- Alex Vieira (1956), Frans-Portugees motorcoureur
- Catarina Vieira (1996), Nederlands politica
- Jefferson Vieira da Cruz (1981), Braziliaans voetballer
- Vince Vieluf (1970), Amerikaans acteur, filmregisseur en scenarioschrijver
- Pietro Vierchowod (1959), Italiaans voetballer en voetbaltrainer
- Xavi Vierge (1997), Spaans motorcoureur
- Aart Vierhouten (1970), Nederlands wielrenner
- Alfred Vierling (1949), Nederlands milieu- en politiek activist
- Leendert Viervant (1752-1801), Nederlands architect, meubelmaker en steenhouwer
- Celestino Vietti (2001), Italiaans motorcoureur
- Tom Viezee (1950), Nederlands politicus en predikant

## Vig
- Mihály Víg (1957), Hongaars componist en acteur
- Gustav Vigeland (1869-1943), Noors beeldhouwer
- Kristian Vigenin (1975), Bulgaars politicus
- Vigilius (ca.500-555), paus (537-555)
- Isidore Vignol (1889-??), Belgisch atleet
- Alfred de Vigny (1797-1863), Frans schrijver
- Vincent du Vigneaud (1901-1978), Amerikaans biochemicus en Nobelprijswinnaar
- Abe Vigoda (1921), Amerikaans acteur

## Vii
- Pihla Viitala (1982), Fins actrice
- Peter Viitanen (1980), Zweeds acteur

## Vij
- Claes Vijgh (1505-1581), ambtman van de Neder-Betuwe en richter van Tiel
- Diederik Vijgh (1532-1615), gouverneur van Tiel
- Karel Vijgh (?-1627), raadsheer in het Hof van Gelre
- Nico Vijlbrief (1890-1972), Nederlands politicus
- Gabrielle Vijverberg (1968), Nederlands atlete
- Ton Vijverberg (1928-2022), Nederlands organist en dirigent

## Vik
- Bjarte Engen Vik (1971), Noors noordse combinatieskiër
- Varg Vikernes (1973), Noors musicus en rechts-extremist
- Aleksandr Viktorenko (1947-2023), Sovjet-Russisch ruimtevaarder

## Vil
- Toni Vilander (1980), Fins autocoureur
- Jean Vilar (1912-1971), Frans filmacteur en regisseur
- Tracy Vilar (1968), Amerikaans actrice
- Ander Vilariño (1979), Spaans autocoureur
- Idea Vilariño (1920-2009), Uruguayaans dichteres, essayiste en literair criticus
- Guillermo Vilas (1952), Argentijns tennisser
- Sandro Viletta (1986), Zwitsers alpineskiër
- Miroslav Vilhar (1818-1871), Sloveens musicus, dichter, politicus
- Antonio Manoel de Vilhena (1633-1736), 66e grootmeester van de Orde van Malta
- Tonny Trindade de Vilhena (1995), Nederlands voetballer
- Anderson Vilien (1971), Haïtiaans atleet
- Marais Viljoen (1915-2007), Zuid-Afrikaans politicus
- Sunette Viljoen (1983), Zuid-Afrikaans atlete
- Arvis Vilkaste (1989), Lets bobsleeër
- Lars  Vilks (1946-2021), Zweeds kunstenaar
- Achille Villa (1818-1901), Frans politicus en bankier
- David Villa (1981), Spaans voetballer
- Jose Garcia Villa (1908-1997), Filipijns dichter
- Polo Villaamil (1979), Spaans autocoureur
- Erika Villaécija (1984), Spaans zwemster
- Rafael Villagómez (2001), Mexicaans autocoureur
- José Villalonga (1919-1973), Spaans voetbalcoach
- Ignacio Villamor (1863-1933), Filipijns advocaat, rechter en bestuurder
- Jesus Villamor (1914-1971), Filipijns gevechtspiloot en oorlogsheld
- Thomas van Villanova (1488-1555), Spaans geestelijke, theoloog en filosoof
- Anthony Villanueva (1945-2014), Filipijns bokser
- Esteban Villanueva (1798-1878), Filipijns kunstschilder
- Jose Villanueva (1913-1983), Filipijns bokser
- Cynthia Villar (1950), Filipijns politica
- Jesús Blanco Villar (1962), Spaans wielrenner
- Justo Villar (1977), Paraguyaans voetballer
- Manny Villar (1949), Filipijns zakenman en politicus
- Paul Ulrich Villard (1860-1934), Frans schei- en natuurkundige
- Johnny Villarroel Fernández (1968), Boliviaans voetballer
- Hugo Eduardo Villaverde (1954-2024), Argentijns voetballer
- Fernando Villavicencio (1963-2023), Ecuadoraans politicus en journalist
- Rolando Villazón (1972), Frans-Mexicaans tenor
- Eduardo Villegas (1964), Boliviaans voetballer en voetbalcoach
- Socrates Villegas (1960), Filipijns bisschop
- Henri de Villenfagne de Vogelsanck (1916-2015), Belgisch edelman en burgemeester
- Jean de Villenfagne de Vogelsanck (1888-1976), Belgisch edelman en burgemeester
- Jules de Villenfagne de Vogelsanck (1827-1904), Belgisch edelman en politicus
- Leon de Villenfagne de Vogelsanck (1861-1930), Belgisch edelman en politicus
- Christopher Villiers (1960), Brits acteur, filmproducent, filmregisseur en scenarioschrijver
- Gérard de Villiers (1929-2013), Frans thrillerschrijver en uitgever
- François Villon (1431-ca.1474), Frans dichter
- Jacques Villon (1875-1963), Frans schilder
- Luigi Villoresi (1909-1997), Italiaans autocoureur
- Emilio de Villota (1946), Spaans autocoureur
- María de Villota (1980-2013), Spaans autocoureur
- Olga Viloechina (1988), Russisch biatlete

## Vin

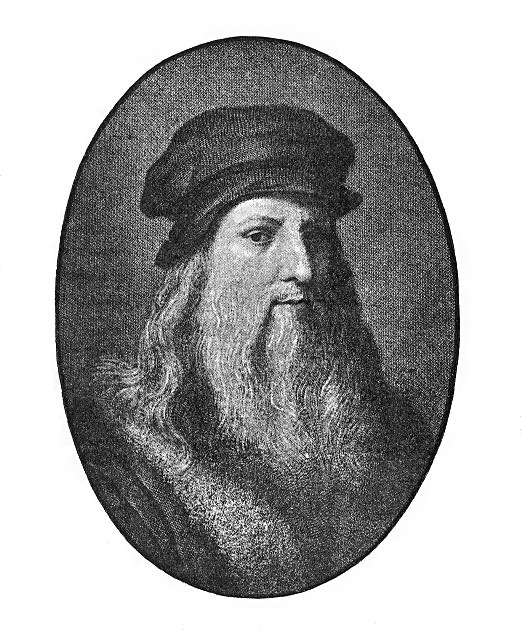
Leonardo da Vinci

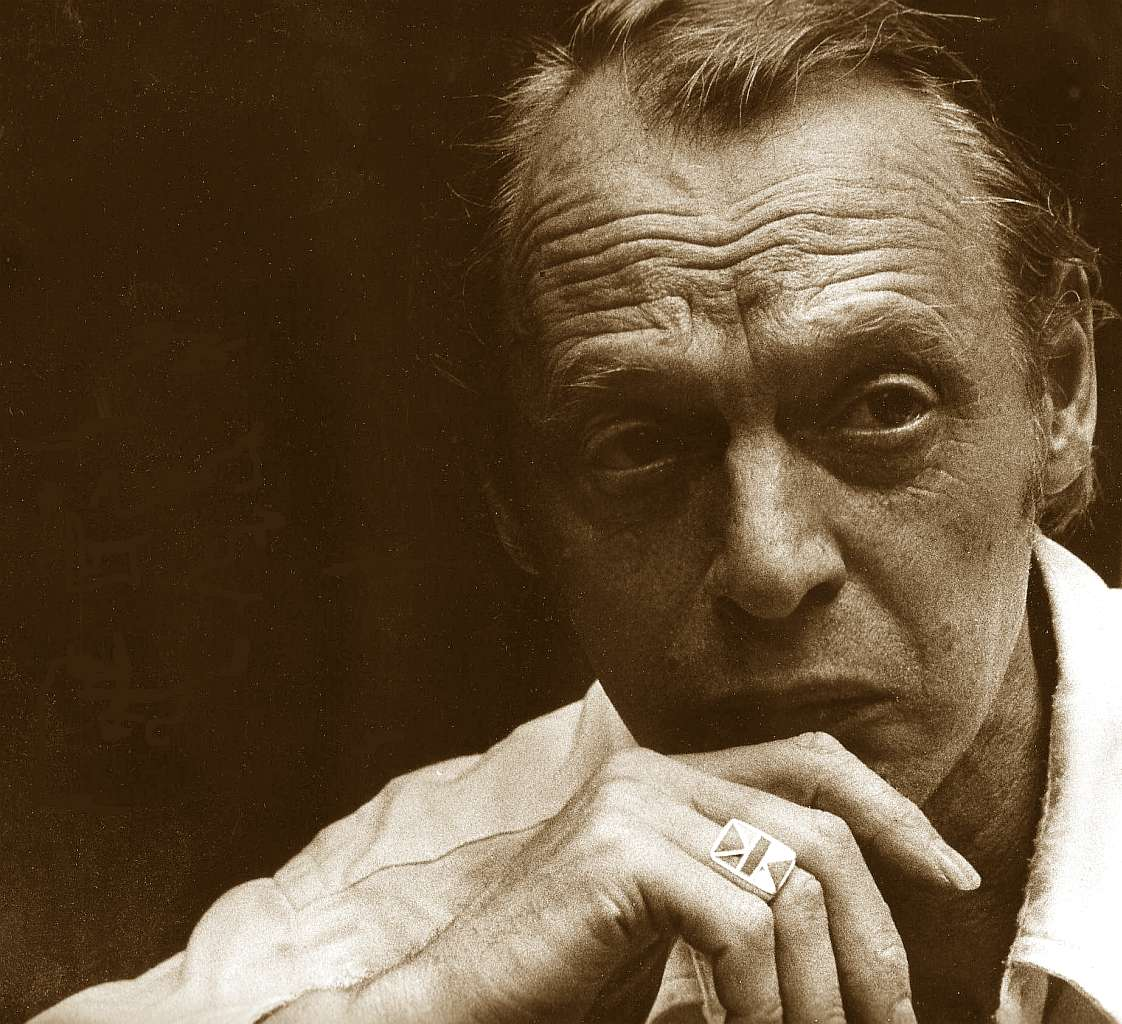
Simon Vinkenoog (foto Tom Ordelman)

- Isaac Viñales (1993), Spaans motorcoureur
- Maverick Viñales (1995), Spaans motorcoureur
- Francisco Viñas (1863-1933), Spaans tenor van Catalaanse afkomst
- Alex Vinatzer (1999), Italiaans alpineskiër
- Jan-Michael Vincent (1944-2019), Amerikaans acteur
- Jean Vincent (1930-2013), Frans voetballer en trainer
- Jo Vincent (1898-1989), Nederlands zangeres (sopraan)
- Lucien Vincent (1909-2001), Frans autocoureur
- Leonardo da Vinci (1452-1519), Italiaans kunstenaar en wetenschapper
- Emile Vinck (1870-1950), Belgisch politicus
- Frans Vinck (1827-1903), Belgisch kunstschilder
- Isidoor Vinck (1907-1970), Belgisch vakbondsbestuurder en politicus
- Jonas Vinck (1995), Belgisch voetballer
- Karel Vinck (1938), Belgisch ondernemer en bestuurder
- Marie Vinck (1983), Belgisch actrice
- Pierre Vinck (1904-1991), Belgisch architect en politicus
- Rani Vincke (2000), Belgisch atlete
- Jack Vinders (1949), Nederlands zanger en toneelspeler
- Winter Vinecki (1998), Amerikaans freestyleskiester
- Vernor Vinge (1944-2024), Amerikaans sciencefictionschrijver en wiskundige
- Jonas Vingegaard (1996), Deens wielrenner
- André Vingt-Trois (1942), Frans kardinaal en aartsbisschop
- Hendrik Jan Vink (1915-2009), Nederlands natuurkundige
- Piet Vink (1887-1967), Nederlands acteur
- Piet Vink (1927-2002), Nederlands politicus
- Pieter Vink (1967), Nederlands voetbalscheidsrechter
- Ronald Vink (1976), Nederlands paralympisch rolstoeltennisser
- Netty de Vink (1909-1995), Nederlands politicus
- Pieter de Vink (1941-2007), Nederlands journalist, radio- en tv-presentator
- Willem de Vink (1957), Nederlands christelijk schrijver, journalist, illustrator, tekenaar en prediker
- Reinier Vinkeles (1741-1816), Nederlands tekenaar en graveur
- Pierre Vinken (1927-2011), Nederlands neurochirurg en uitgever
- Simon Vinkenoog (1928-2009), Nederlands schrijver, dichter en kroniekschrijver
- Vincent Jansz. van der Vinne (1736-1811), Nederlands schilder en kunsthandelaar
- Anna Vinnitskaja (1984), Russisch pianiste
- Jevgeni Vinogradov (1984), Oekraïens atleet
- Alexander Vinokoerov (1973), Kazachs wielrenner
- Steve Vinovich (1945), Amerikaans acteur
- Maribel Vinson (1911-1961), Amerikaans kunstschaatsster

## Vio
- Désirée Viola, (1992-2018), Belgisch actrice
- Madeleine Vionnet (1876-1975), Frans modeontwerper
- Henri Viotta (1848-1933), Nederlands componist en dirigent
- Sérgio Viotti (1927-2009), Braziliaans regisseur en acteur

## Vip
- Jüri Vips (2000), Estisch autocoureur

## Vir

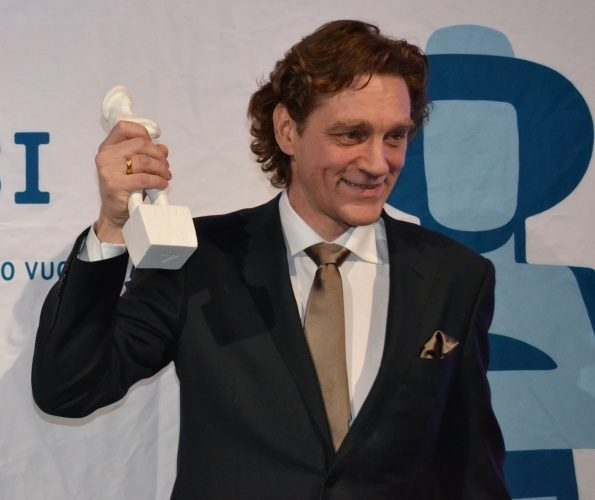
Ville Virtanen, 2011

- Cesar Virata (1930), Filipijns politicus
- Rudolf Virchow (1821-1902), Duits geneeskundige
- Sebastian Virdung (15e eeuw), Duits componist
- Lasse Virén (1949), Fins atleet en politicus
- John Virgo (1946), Engels snookerspeler
- Helle Virkner (1925-2009), Deens filmactrice
- Eliso Virsaladze (1942), Georgisch pianiste en muziekpedagoge
- Artturi Ilmari Virtanen (1895-1973), Fins biochemicus en Nobelprijswinnaar
- Kari Virtanen (1958), Fins voetballer en voetbalcoach
- Ville Virtanen (1961), Fins acteur, filmregisseur en scenarioschrijver
- Tessa Virtue (1989), Canadees kunstschaatsster
- Tom Virtue (1957), Amerikaans acteur en filmeditor
- Adriaan Viruly (1905-1986), Nederlands vlieger en schrijver

## Vis
- Fiderd Vis (1981), Arubaans judoka
- Jan Vis (1933-2011), Nederlands journalist, rechtsgeleerde en politicus
- Jan Vis (1938-2007), Nederlands artiestenmanager
- Judith Vis (1980), Nederlands atlete
- Bent Viscaal (1999), Nederlands autocoureur
- Clara Vischer-Blaaser (1894-1972), Nederlands actrice
- Jo Vischer jr. (1924-2009), Nederlands acteur
- Bernabò Visconti (1319/1322-1385), heer van Milaan
- Gian Galeazzo Visconti (1351-1402), hertog van Milaan
- Viorica Viscopoleanu (1939), Roemeens atlete
- Sal Viscuso (1948), Amerikaans acteur
- Edgard Viseur (1905-?), Belgisch atleet
- Jean-Jacques Viseur (1946), Waals-Belgisch advocaat en politicus
- Theo Vishnudatt (1948), Surinaams politicus
- Omar Visintin (1989), Italiaans snowboarder
- Nana Visitor (1957), Amerikaans actrice
- Galina Visjnevskaja (1926-2012), Russisch sopraan
- Katja Višnar (1984), Sloveens langlaufster
- Robert Vișoiu (1996), Roemeens autocoureur
- Lies Visschedijk (1974), Nederlands actrice
- Bert Visscher (1960), Nederlands cabaretier
- Carel Wouter Visscher (1734-1802), Nederlands pensionaris en maire van de stad Amsterdam
- Marja Visscher (1951), Nederlands journaliste en schrijfster
- Jacques Visschers (1940-2020), Nederlands voetballer
- Lotte Visschers (1979), Nederlands atlete
- Piet Visschers (1938-2014), Nederlands politicus
- Julius Vischjager (1937-2020), Nederlands journalist en uitgever
- Ad Visser (1947), Nederlands muzikant en presentator
- Angela Visser (1966), Nederlands actrice en model
- Arno Visser (1966), Nederlands politicus
- Atie Visser (1914-2014), Nederlands verzetsstrijdster
- Carel Visser (1928-2015), Nederlands beeldhouwer
- Gerrit Visser (1903-1984), Nederlands voetballer
- Gré Visser (1917-2012), Nederlands verzetsstrijder, ereburger van Hoorn
- Frank Visser (1951), Nederlands rechter, televisiepresentator en schrijver
- Henk Visser (1932-2015), Nederlands atleet
- Henk Visser (1946), Nederlands politicus
- Ingrid Visser (1966), Nieuw-Zeelands bioloog
- Ingrid Visser (1977-2013), Nederlands volleybalster
- Jitske Visser (1992), Nederlands paralympisch sportster
- Joop Visser (1938), Nederlands zanger
- Jurrit Visser (1952-2022), Nederlands burgemeester
- Leo Visser (1880-1950), Nederlands kunstenaar
- Leo Visser (1966), Nederlands schaatser
- Lieuwe Visser (1940-2014), Nederlands operazanger
- Lodewijk Ernst Visser (1871-1942), Joods-Nederlands advocaat, ambtenaar en rechter
- Louis de Visser (1878-1945), Nederlands politicus
- Martin Visser (1922-2009), Nederlands meubelontwerper en kunstverzamelaar
- Mien Visser (1907-1977), Nederlandse hoogleraar Landbouwhuishoudkunde
- Nadine Visser (1995), Nederlands atlete
- Nout Visser (1944), Nederlands beeldend kunstenaar
- Piet de Visser (1931-2012), Nederlands politicus
- Piet de Visser (1934), Nederlands voetbaltrainer
- Susan Visser (1965), Nederlands actrice
- Tim Visser (1987), Nederlands rugbyspeler
- Jannetje Visser-Roosendaal (1899-1990), Nederlands schrijfster
- Ingrid Visseren-Hamakers (1970), Nederlands wetenschapper en politica
- Arjen Visserman (1965), Nederlands atleet
- Tim Visterin (1940), Vlaams zanger, cabaretiet, muziekuitgever
- Viswanathan Anand (1969), Indiaas schaker

## Vit
- Luca Vitali (1992), Italiaans motorcoureur
- Maurizio Vitali (1957), Italiaans motorcoureur
- Uroš Vitas, Servisch voetballer
- Veronika Vítková (1988), Tsjechisch biatlete
- Vitellius (15-69), Romeins keizer (april-december 69)
- Jāzeps Vītols (1863-1948), Lets componist
- Vitruvius (1e eeuw v.Chr.), Romeins architect
- Philippe de Vitry (1291-1361), Frans componist
- Lisa Vitting (1991), Duits zwemster
- Vincent Vittoz (1975), Frans langlaufer
- Lisa Vittozzi (1995), Italiaans biatlete

## Viv

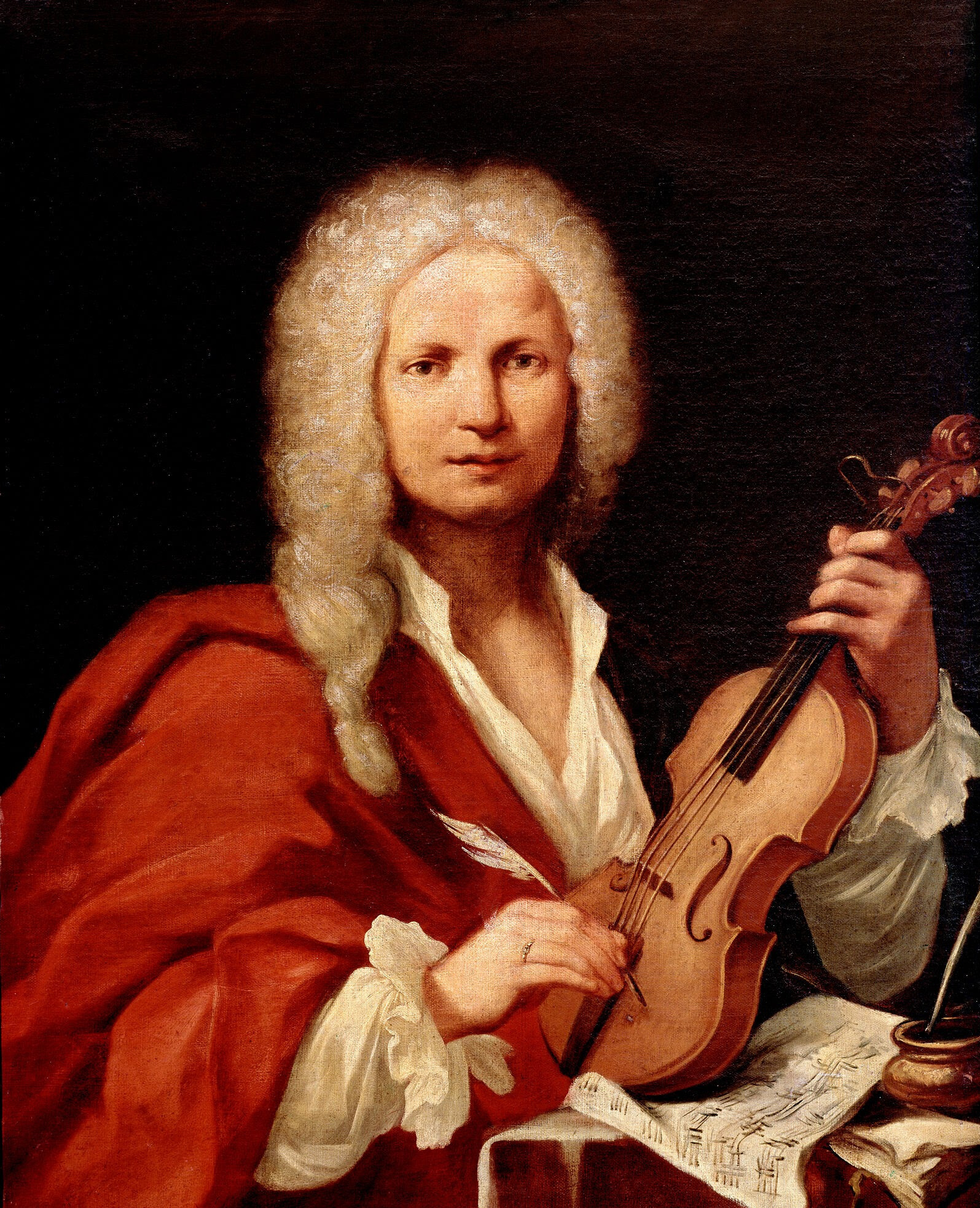
Antonio Vivaldi

- Antonio Vivaldi (1678-1741), Italiaans componist
- Suzanne Viveen (1978), Nederlands schrijfster, columniste en arts, bekend onder het pseudoniem Anne Hermans
- Nuria Llagostera Vives (1980), Spaans tennisspeelster